# Les Poisons de la Couronne
Les Poisons de la Couronne est un roman historique écrit par Maurice Druon et publié en 1956.
Il est le troisième tome de la série des Rois maudits. Il est précédé par le roman La Reine étranglée ; le tome suivant est La Loi des mâles.
L'action du roman débute le 1er juin 1315 et se termine un an après, le 5 juin 1316.

## Résumé

### Première partie: «La France attend une reine»
Le chambellan Bouville et Guccio quittent Naples avec Clémence de Hongrie. Durant la traversée, une tempête manque de couler le navire. En débarquant à Marseille, Guccio, faisant le brave, se blesse grièvement en sautant sur le quai et ne peut se rendre en Champagne assister au mariage royal.
Louis le Hutin, quant à lui, prouve encore une fois son incompétence en embourbant l'armée française en Flandre, lors de « l’ost boueux » près de Bondues.
Clémence apprend, par une confidence de l'ancienne nourrice de Louis, que Marguerite de Bourgogne est morte, quelques mois auparavant, dans d'étranges circonstances : l'ex-épouse aurait été assassinée.
Le mariage entre Louis et Clémence est célébré le 13 août 1315, quelques jours avant le couronnement de Louis à Reims. Louis X, devenu plus enclin à l’indulgence en raison de son mariage avec Clémence, gracie, à la demande de son frère Philippe, l'épouse de celui-ci, Jeanne de Bourgogne, emprisonnée depuis seize mois à Dourdan ; néanmoins, il refuse fermement de gracier Blanche de Bourgogne, l'épouse de son frère cadet Charles.

### Deuxième partie: «Après la Flandre, l'Artois…»
En Artois, Robert, triomphant, sème la discorde et pousse les barons à la rébellion. Mahaut, quant à elle, reprend l’ascendant sur son gendre, Philippe de Poitiers. Elle avance ainsi ses pions : si le roi Louis venait à mourir, Philippe deviendrait régent du royaume, et peut-être roi… 
Mais plusieurs obstacles viennent contrecarrer ses plans. Le roi, inquiet de ne plus recevoir les impôts de l’Artois à cause de la guerre civile, propose un arrangement légèrement favorable à Robert. Refusant d'accepter la médiation royale, Mahaut ne doit plus quitter Paris, tandis que Louis place l’Artois sous son autorité directe.

### Troisième partie: «Le temps de la comète»
En janvier 1316, Marie de Cressay avoue à ses frères son amour pour Guccio. Celui-ci, neveu de Tolomei et amant de Marie, vient à Neauphle. Un complot est ourdi : on fait croire à Guccio que Marie va être mariée à un lointain parent, le sire de Saint-Venant. Guccio, fort dépité, s'apprête à quitter la région et à ne plus jamais revoir Marie ; une entrevue avec elle permet cependant de clarifier les sentiments qu'ils se vouent réciproquement. La nuit suivante, les deux tourtereaux sont mariés secrètement par un prêtre italien. Le mariage est immédiatement consommé. Par la suite, ils se rencontrent au comptoir de Neauphle, en soudoyant la servante chargée d'escorter et de surveiller Marie, qui ne tarde pas à tomber enceinte. 
En juin 1316, lorsque les frères de Marie et sa mère découvrent qu'elle est enceinte, leur colère est grande. Menacé de mort, Guccio est obligé de s'enfuir précipitamment ; il arrive affolé chez son oncle, qui lui suggère de se cacher. Spinello se rend à Vincennes, où se trouve Bouville, afin qu'il aide Guccio à se cacher. Le narrateur indique que, plus jamais après ces événements, Guccio et Marie ne se reverraient (3e partie, chapitre 9).
Pendant ce premier trimestre 1316, la reine Clémence est tombée enceinte de Louis. Pour Mahaut, un héritier viendrait remettre en cause les prétentions au trône de son gendre. Il faut donc agir vite. Béatrice d’Hirson, fidèle dame de compagnie de Mahaut, prépare une dragée empoisonnée, que Mahaut, profitant d'une visite faite à Clémence, glisse dans le drageoir du roi Louis. Ce dernier tombe malade, et agonise le 5 juin 1316. Valois et Robert accusent Mahaut de la maladie du roi, sans pouvoir le prouver.
Lorsque les frères de Marie arrivent au domicile de Toloméi, celui-ci revient de Vincennes, où il a appris l'agonie du roi. Il parvient à leur faire rendre raison et à acheter leur silence et leur modération. 
À la mort de Louis X, une course politique s’engage pour la régence. Le premier candidat déclaré est Charles de Valois, qui, aidé de Robert, est décidé à prendre le pouvoir. Il tente d’empêcher que la nouvelle n'arrive à son rival, Philippe de Poitiers, qui est à Lyon afin de tenter de réunir le conclave. Hugues de Bouville, le chambellan, envoie secrètement son ami Guccio annoncer la nouvelle au comte.

## Personnages
Voici la liste des personnages, avec leurs titres et statuts au moment de leur première apparition dans le livre :
- Louis X le Hutin, fils aîné de Philippe le Bel, Roi de France et de Navarre
- Philippe, frère de Louis X, Comte de Poitiers
- Charles, frère de Louis X, Comte de La Marche
- Charles de Valois, oncle de Louis X, Comte de Valois
- Philippe de Valois, fils de Charles de Valois, cousin de Louis X
- Louis d'Évreux, oncle de Louis X, demi-frère de Charles de Valois
- Robert d'Artois, Comte de Beaumont-le-Roger
- Marie de Hongrie, grand-mère de Clémence, Reine consort de Naples
- Clémence de Hongrie, petite-fille de Marie de Hongrie, fiancée de Louis X le Hutin
- Mahaut d'Artois, Pair de France et Comtesse de Bourgogne
- Béatrice d'Hirson, dame de parage de Mahaut d'Artois
- Jeanne II de Bourgogne, femme de Philippe, Comtesse de Poitiers, fille de Mahaut
- Thierry d'Hirson, chancelier de la comtesse Mahaut, oncle de Béatrice
- Gaucher de Châtillon, Connétable du Roi, Comte de Porcien
- Raoul de Presles, légiste de Philippe le Bel, proche d'Enguerrand de Marigny
- Miles de Noyers, maréchal de Philippe le Bel
- Étienne de Mornay, chancelier de Louis X
- Jacques Duèze, evêque d'Avignon, prétendant au trône papal
- Francesco Caetani, cardinal italien, neveu du pape Boniface VIII, prétendant au trône papal
- Hugues III de Bouville, chambellan
- Marguerite de Bouville, femme d'Hugues de Bouville, comtesse des Barres
- Eliabel de Cressay,
- Pierre et Jean de Cressay, ses fils
- Marie de Cressay, sa fille
- Spinello Tolomei, banquier lombard de Sienne
- Guccio Baglioni, neveu de Tolomei, banquier lombard
- Evrard, Chevalier de l'ordre du Temple
- Agnès de France, fille du roi Saint Louis, sœur de Philippe III le Hardi, tante de Philippe IV le Bel, mère de Marguerite de Bourgogne
- Eudes IV de Bourgogne, duc de Bourgogne, fils d'Agnès de France, frère de Marguerite de Bourgogne, cousin de Charles de Valois, oncle de Louis X